# 2025-ös Formula–1 világbajnokság
A 2025-ös Formula–1 világbajnokság sorrendben a 76. Formula–1-es szezon lesz. A bajnokságot a Nemzetközi Automobil Szövetség szervezi és bonyolítja le. Ez a nyitott karosszériás versenyautók legmagasabban rangsorolt kategóriájú bajnoksága.

## Átigazolások

### Csapatfőnökváltások
- Az Aston Martin csapata január 10-én bejelentette, hogy Mike Krack azonnali hatállyal távozott a posztjáról, a helyére pedig az angol, Andy Cowellt nevezték ki csapatfőnöknek.[1]
- Miután Alessandro Aluni Bravi január 31-től elhagyta a Sauber istállóját, a csapat főnöke február 1-től ideiglenesen Mattia Binotto volt, Jonathan Weatley érkezéséig.[2]
- Április 1-jétől Jonathan Weatley a Sauber csapatfőnöke.[3]
- Az Alpine csapata május 6-án bejelentette, hogy Oliver Oakes azonnali hatállyal távozott csapatfőnöki posztjáról, a helyére pedig Flavio Briatore került.[4]
- Christian Hornert július 9-én a Red Bull elbocsátotta, helyét a Racing Bulls csapatfőnöke, Laurent Mekies vette át.[5]
- Laurent Mekies távozása után a helyét a Racing Bullsnál Alan Permane vette át.[5]

### Csapatváltások
- Lewis Hamilton; Mercedes pilóta → Ferrari pilóta[6]
- Nico Hülkenberg; Haas pilóta → Kick Sauber pilóta[7]
- Esteban Ocon; Alpine pilóta → Haas pilóta[8]
- Carlos Sainz Jr.; Ferrari pilóta → Williams pilóta[9]
- Liam Lawson; Racing Bulls pilóta → Red Bull pilóta (a japán nagydíjtól újra a Racing Bullsnál)[10]
- Cunoda Júki; Racing Bulls pilóta → Red Bull pilóta (a japán nagydíjtól)[11]

### Visszatérő versenyzők
- Oliver Bearman; Formula–2, Prema Racing pilóta → Haas pilóta [12]
- Franco Colapinto; Alpine tartalékversenyző→ Alpine pilóta (Doohan helyet az emilia-romagnai nagydíjtól)[13]

### Újonc versenyzők
- Andrea Kimi Antonelli; Formula–2, Prema Racing pilóta → Mercedes pilóta[14]
- Gabriel Bortoleto; Formula–2, Invicta Racing pilóta → Kick Sauber pilóta[15]
- Isack Hadjar; Formula–2, Campos Racing pilóta → Racing Bulls pilóta[16]

### Távozó versenyzők
- Kevin Magnussen; Haas pilóta → WEC; BMW pilóta[17]
- Csou Kuan-jü; Kick Sauber pilóta → Ferrari tartalékversenyző [18]
- Valtteri Bottas; Kick Sauber pilóta →Mercedes tartalékpilóta [18][19]
- Franco Colapinto; Williams pilóta → Alpine tartalékversenyző[20]
- Sergio Pérez; Red Bull pilóta → átmenetileg visszavonult[21]
- Jack Doohan; Alpine pilóta → Alpine tartalékversenyző (a miami nagydíj után)[13]

### Év közbeni pilótacserék
- Liam Lawsont a kínai nagydíj után a Red Bulltól elbocsátották, amelyet követően  Cunoda Júkival csapatot váltott, a japán nagydíjtól ismét a Racing Bulls csapatánál versenyzett.[11]
- Jack Doohant a miami nagydíj után elbocsátották, az emilia-romagnai nagydíjtól már  Franco Colapinto vezet helyette.[13]

## A szezon előtt
Új autófejlesztések
| Konstruktőr  | Autó     | Bemutató ideje | Bemutató helye    | Forrás |
| ------------ | -------- | -------------- | ----------------- | ------ |
| Red Bull     | RB21     | február 18.    | O2 Aréna (London) | [ 23 ] |
| Mercedes     | W16      | február 18.    | O2 Aréna (London) |        |
| Ferrari      | SF-25    | február 18.    | O2 Aréna (London) |        |
| McLaren      | MCL39    | február 18.    | O2 Aréna (London) |        |
| Alpine       | A525     | február 18.    | O2 Aréna (London) |        |
| Racing Bulls | VCARB 02 | február 18.    | O2 Aréna (London) |        |
| Aston Martin | AMR25    | február 18.    | O2 Aréna (London) |        |
| Williams     | FW47     | február 18.    | O2 Aréna (London) |        |
| Sauber       | C45      | február 18.    | O2 Aréna (London) |        |
| Haas         | VF-25    | február 18.    | O2 Aréna (London) |        |

Tesztek
| Dátum       | Pálya                         | Város  | Pályarajz | Leggyorsabb versenyző | Csapat            | Idő      | Kör |
| ----------- | ----------------------------- | ------ | --------- | --------------------- | ----------------- | -------- | --- |
| Február 26. | Bahrain International Circuit | Szahír | Szahír    | Lando Norris          | McLaren-Mercedes  | 1:30,430 | 52  |
| Február 27. | Bahrain International Circuit | Szahír | Szahír    | Carlos Sainz Jr.      | Williams-Mercedes | 1:29,348 | 127 |
| Február 28. | Bahrain International Circuit | Szahír | Szahír    | George Russell        | Mercedes          | 1:29,545 | 90  |

Részletes teszteredmények
| Szahír, Bahrein (előszezoni teszt) | Szahír, Bahrein (előszezoni teszt) | Szahír, Bahrein (előszezoni teszt) | Szahír, Bahrein (előszezoni teszt) | Szahír, Bahrein (előszezoni teszt) | Szahír, Bahrein (előszezoni teszt) | Szahír, Bahrein (előszezoni teszt) |
| Dátum                              | Hely.                              | Versenyző                          | Csapat/motor                       | Idő                                | Kül.                               | Kör                                |
| ---------------------------------- | ---------------------------------- | ---------------------------------- | ---------------------------------- | ---------------------------------- | ---------------------------------- | ---------------------------------- |
| február 26.                        |                                    |                                    |                                    |                                    |                                    |                                    |
| 1.                                 | Lando Norris                       | McLaren-Mercedes                   | 1:30,430                           | –                                  | 52                                 |                                    |
| 2.                                 | George Russell                     | Mercedes                           | 1:30,587                           | +0,157                             | 70                                 |                                    |
| 3.                                 | Max Verstappen                     | Red Bull-Honda RBPT                | 1:30,674                           | +0,244                             | 74                                 |                                    |
| 4.                                 | Charles Leclerc                    | Ferrari                            | 1:30,878                           | +0,448                             | 71                                 |                                    |
| 5.                                 | Carlos Sainz Jr.                   | Williams-Mercedes                  | 1:30,955                           | +0,525                             | 68                                 |                                    |
| 6.                                 | Pierre Gasly                       | Alpine-Renault                     | 1:31,353                           | +0,923                             | 72                                 |                                    |
| 7.                                 | Andrea Kimi Antonelli              | Mercedes                           | 1:31,428                           | +0,998                             | 78                                 |                                    |
| 8.                                 | Liam Lawson                        | Red Bull-Honda RBPT                | 1:31,560                           | +1,130                             | 58                                 |                                    |
| 9.                                 | Alexander Albon                    | Williams-Mercedes                  | 1:31,573                           | +1,143                             | 63                                 |                                    |
| 10.                                | Cunoda Júki                        | Racing Bulls-Honda RBPT            | 1:31,610                           | +1,180                             | 78                                 |                                    |
| 11.                                | Isack Hadjar                       | Racing Bulls-Honda RBPT            | 1:31,631                           | +1,201                             | 76                                 |                                    |
| 12.                                | Gabriel Bortoleto                  | Kick Sauber-Ferrari                | 1:31,691                           | +1,263                             | 59                                 |                                    |
| 13.                                | Lewis Hamilton                     | Ferrari                            | 1:31,834                           | +1,404                             | 70                                 |                                    |
| 14.                                | Jack Doohan                        | Alpine-Renault                     | 1:31,841                           | +1,411                             | 68                                 |                                    |
| 15.                                | Fernando Alonso                    | Aston Martin Aramco-Mercedes       | 1:31,874                           | +1,444                             | 46                                 |                                    |
| 16.                                | Lance Stroll                       | Aston Martin Aramco-Mercedes       | 1:31,949                           | +1,519                             | 42                                 |                                    |
| 17.                                | Oscar Piastri                      | McLaren-Mercedes                   | 1:32,084                           | +1,654                             | 66                                 |                                    |
| 18.                                | Nico Hülkenberg                    | Kick Sauber-Ferrari                | 1:32,169                           | +1,739                             | 55                                 |                                    |
| 19.                                | Esteban Ocon                       | Haas-Ferrari                       | 1:33,600                           | +3,170                             | 88                                 |                                    |
| 20.                                | Oliver Bearman                     | Haas-Ferrari                       | 1:35,522                           | +5,092                             | 72                                 |                                    |
| Dátum                              | Hely.                              | Versenyző                          | Csapat/motor                       | Idő                                | Kül.                               | Kör                                |
| február 27.                        |                                    |                                    |                                    |                                    |                                    |                                    |
| 1.                                 | Carlos Sainz Jr.                   | Williams-Mercedes                  | 1:29,348                           | –                                  | 127                                |                                    |
| 2.                                 | Lewis Hamilton                     | Ferrari                            | 1:29,379                           | +0,031                             | 45                                 |                                    |
| 3.                                 | Charles Leclerc                    | Ferrari                            | 1:29,431                           | +0,083                             | 83                                 |                                    |
| 4.                                 | George Russell                     | Mercedes                           | 1:29,778                           | +0,430                             | 71                                 |                                    |
| 5.                                 | Andrea Kimi Antonelli              | Mercedes                           | 1:29,784                           | +0,436                             | 87                                 |                                    |
| 6.                                 | Lance Stroll                       | Aston Martin Aramco-Mercedes       | 1:30,229                           | +0,881                             | 57                                 |                                    |
| 7.                                 | Liam Lawson                        | Red Bull-Honda RBPT                | 1:30,252                           | +0,904                             | 91                                 |                                    |
| 8.                                 | Jack Doohan                        | Alpine-Renault                     | 1:30,368                           | +1,020                             | 80                                 |                                    |
| 9.                                 | Pierre Gasly                       | Alpine-Renault                     | 1:30,430                           | +1,082                             | 40                                 |                                    |
| 10.                                | Isack Hadjar                       | Racing Bulls-Honda RBPT            | 1:30,675                           | +1,327                             | 94                                 |                                    |
| 11.                                | Fernando Alonso                    | Aston Martin Aramco-Mercedes       | 1:30,700                           | +1,352                             | 45                                 |                                    |
| 12.                                | Cunoda Júki                        | Racing Bulls-Honda RBPT            | 1:30,793                           | +1,445                             | 46                                 |                                    |
| 13.                                | Oscar Piastri                      | McLaren-Mercedes                   | 1:30,821                           | +1,473                             | 44                                 |                                    |
| 14.                                | Lando Norris                       | McLaren-Mercedes                   | 1:30,882                           | +1,534                             | 77                                 |                                    |
| 15.                                | Gabriel Bortoleto                  | Kick Sauber-Ferrari                | 1:31,057                           | +1,709                             | 80                                 |                                    |
| 16.                                | Nico Hülkenberg                    | Kick Sauber-Ferrari                | 1:31,457                           | +2,109                             | 56                                 |                                    |
| 17.                                | Esteban Ocon                       | Haas-Ferrari                       | 1:33,071                           | +3,723                             | 69                                 |                                    |
| 18.                                | Oliver Bearman                     | Haas-Ferrari                       | 1:34,372                           | +5,024                             | 66                                 |                                    |
| 19.                                | Max Verstappen                     | Red Bull-Honda RBPT                |                                    |                                    | 0                                  |                                    |
| 20.                                | Alexander Albon                    | Williams-Mercedes                  |                                    |                                    | 0                                  |                                    |
| február 28.                        |                                    |                                    |                                    |                                    |                                    |                                    |
| 1.                                 | George Russell                     | Mercedes                           | 1:29,545                           | –                                  | 90                                 |                                    |
| 2.                                 | Max Verstappen                     | Red Bull-Honda RBPT                | 1:29,566                           | +0,021                             | 81                                 |                                    |
| 3.                                 | Alexander Albon                    | Williams-Mercedes                  | 1:29,650                           | +0,105                             | 136                                |                                    |
| 4.                                 | Oscar Piastri                      | McLaren-Mercedes                   | 1:29,940                           | +0,395                             | 84                                 |                                    |
| 5.                                 | Pierre Gasly                       | Alpine-Renault                     | 1:30,040                           | +0,495                             | 83                                 |                                    |
| 6.                                 | Lewis Hamilton                     | Ferrari                            | 1:30,345                           | +0,880                             | 47                                 |                                    |
| 7.                                 | Cunoda Júki                        | Racing Bulls-Honda RBPT            | 1:30,497                           | +0,952                             | 86                                 |                                    |
| 8.                                 | Esteban Ocon                       | Haas-Ferrari                       | 1:30,728                           | +1,183                             | 102                                |                                    |
| 9.                                 | Charles Leclerc                    | Ferrari                            | 1:30,811                           | +1,266                             | 66                                 |                                    |
| 10.                                | Andrea Kimi Antonelli              | Mercedes                           | 1:30,888                           | +1,343                             | 61                                 |                                    |
| 11.                                | Lando Norris                       | McLaren-Mercedes                   | 1:30,943                           | +1,398                             | 57                                 |                                    |
| 12.                                | Jack Doohan                        | Alpine-Renault                     | 1:31,239                           | +1,694                             | 61                                 |                                    |
| 13.                                | Lance Stroll                       | Aston Martin Aramco-Mercedes       | 1:31,699                           | +2,154                             | 34                                 |                                    |
| 14.                                | Nico Hülkenberg                    | Kick Sauber-Ferrari                | 1:31,726                           | +2,181                             | 68                                 |                                    |
| 15.                                | Isack Hadjar                       | Racing Bulls-Honda RBPT            | 1:31,761                           | +2,216                             | 73                                 |                                    |
| 16.                                | Fernando Alonso                    | Aston Martin Aramco-Mercedes       | 1:32,084                           | +2,539                             | 82                                 |                                    |
| 17.                                | Gabriel Bortoleto                  | Kick Sauber-Ferrari                | 1:32,147                           | +2,602                             | 35                                 |                                    |
| 18.                                | Oliver Bearman                     | Haas-Ferrari                       | 1:32,361                           | +2,816                             | 59                                 |                                    |
| 19.                                | Liam Lawson                        | Red Bull-Honda RBPT                |                                    |                                    | 0                                  |                                    |
| 20.                                | Carlos Sainz Jr.                   | Williams-Mercedes                  |                                    |                                    | 0                                  |                                    |

## Csapatok
Az alábbi versenyzők rendelkeznek érvényes szerződéssel a 2025-ös évre
| Csapat                                 | Konstruktőr                  | Motor    | Gumi | Rajtszám | Versenyzők            | Versenyek | Csapatfőnök      |
| -------------------------------------- | ---------------------------- | -------- | ---- | -------- | --------------------- | --------- | ---------------- |
| Oracle Red Bull Racing                 | Red Bull Racing-Honda RBPT   | Honda    | P    | 1        | Max Verstappen        | 1–        | Laurent Mekies   |
| Oracle Red Bull Racing                 | Red Bull Racing-Honda RBPT   | Honda    | P    | 30       | Liam Lawson           | 1–2       | Laurent Mekies   |
| Oracle Red Bull Racing                 | Red Bull Racing-Honda RBPT   | Honda    | P    | 22       | Cunoda Júki           | 3–        | Laurent Mekies   |
| Mercedes-AMG Petronas Formula One Team | Mercedes                     | Mercedes | P    | 12       | Andrea Kimi Antonelli | 1–        | Toto Wolff       |
| Mercedes-AMG Petronas Formula One Team | Mercedes                     | Mercedes | P    | 63       | George Russell        | 1–        | Toto Wolff       |
| Scuderia Ferrari HP                    | Ferrari                      | Ferrari  | P    | 16       | Charles Leclerc       | 1–        | Frédéric Vasseur |
| Scuderia Ferrari HP                    | Ferrari                      | Ferrari  | P    | 44       | Lewis Hamilton        | 1–        | Frédéric Vasseur |
| BWT Alpine F1 Team                     | Alpine-Renault               | Renault  | P    | 10       | Pierre Gasly          | 1–        | Flavio Briatore  |
| BWT Alpine F1 Team                     | Alpine-Renault               | Renault  | P    | 7        | Jack Doohan           | 1–6       | Flavio Briatore  |
| BWT Alpine F1 Team                     | Alpine-Renault               | Renault  | P    | 43       | Franco Colapinto      | 7–        | Flavio Briatore  |
| McLaren F1 Team                        | McLaren-Mercedes             | Mercedes | P    | 4        | Lando Norris          | 1–        | Andrea Stella    |
| McLaren F1 Team                        | McLaren-Mercedes             | Mercedes | P    | 81       | Oscar Piastri         | 1–        | Andrea Stella    |
| Stake F1 Team Kick Sauber              | Kick Sauber-Ferrari          | Ferrari  | P    | 5        | Gabriel Bortoleto     | 1–        | Jonathan Weatley |
| Stake F1 Team Kick Sauber              | Kick Sauber-Ferrari          | Ferrari  | P    | 27       | Nico Hülkenberg       | 1–        | Jonathan Weatley |
| MoneyGram Haas F1 Team                 | Haas-Ferrari                 | Ferrari  | P    | 31       | Esteban Ocon          | 1–        | Komacu Ajaó      |
| MoneyGram Haas F1 Team                 | Haas-Ferrari                 | Ferrari  | P    | 87       | Oliver Bearman        | 1–        | Komacu Ajaó      |
| Visa Cash App Racing Bulls F1 Team     | Racing Bulls-Honda RBPT      | Honda    | P    | 6        | Isack Hadjar          | 1–        | Alan Permane     |
| Visa Cash App Racing Bulls F1 Team     | Racing Bulls-Honda RBPT      | Honda    | P    | 22       | Cunoda Júki           | 1–2       | Alan Permane     |
| Visa Cash App Racing Bulls F1 Team     | Racing Bulls-Honda RBPT      | Honda    | P    | 30       | Liam Lawson           | 3–        | Alan Permane     |
| Aston Martin Aramco Formula One Team   | Aston Martin Aramco-Mercedes | Mercedes | P    | 14       | Fernando Alonso       | 1–        | Andy Cowell      |
| Aston Martin Aramco Formula One Team   | Aston Martin Aramco-Mercedes | Mercedes | P    | 18       | Lance Stroll          | 1–8, 10–  | Andy Cowell      |
| Atlassian Williams Racing              | Williams-Mercedes            | Mercedes | P    | 23       | Alexander Albon       | 1–        | James Vowles     |
| Atlassian Williams Racing              | Williams-Mercedes            | Mercedes | P    | 55       | Carlos Sainz Jr.      | 1–        | James Vowles     |

### Pénteki tesztversenyzők
Az alábbi táblázat azokat a tesztpilótákat sorolja fel, akik lehetőséget kaptak a szezon folyamán, hogy pénteki szabadedzéseken az autóba üljenek.
| Csapat                       | Rajtszám | Versenyző        | Futam(ok)                         | Forrás(ok)    |
| ---------------------------- | -------- | ---------------- | --------------------------------- | ------------- |
| Alpine-Renault               | 62       | Hirakava Rjó     | 3 (JPN)                           | [ 35 ]        |
| Haas-Ferrari                 | 50       | Hirakava Rjó     | 4, 9, 20, 24 (BHR, ESP, MXC, ABU) | [ 36 ]        |
| Ferrari                      | 38       | Dino Beganovic   | 4, 11 (BHR, AUT)                  | [ 37 ] [ 38 ] |
| Mercedes                     | 72       | Frederik Vesti   | 4 (BHR)                           | [ 39 ]        |
| Aston Martin Aramco-Mercedes | 34       | Felipe Drugovich | 4, 14 (BHR, HUN)                  | [ 40 ] [ 41 ] |
| Williams-Mercedes            | 46       | Luke Browning    | 4 (BHR)                           | [ 42 ]        |
| Williams-Mercedes            | 45       | Victor Martins   | 9 (ESP)                           | [ 43 ]        |
| Red Bull Racing-Honda RBPT   | 37       | Ivasza Ajumu     | 4 (BHR)                           | [ 44 ]        |
| Red Bull Racing-Honda RBPT   | 36       | Arvid Lindblad   | 12 (GBR)                          | [ 45 ]        |
| McLaren-Mercedes             | 89       | Alex Dunne       | 11 (AUT)                          | [ 46 ]        |
| McLaren-Mercedes             | 29       | Pato O’Ward      | 20 (MXC)                          | [ 47 ]        |
| Kick Sauber-Ferrari          | 97       | Paul Aron        | 12, 14 (GBR, HUN)                 | [ 48 ]        |

## Versenynaptár
A teljes, hivatalos 2025-ös versenynaptár
| Verseny | Hivatalos név                                           | Nagydíj                 | Pálya                          | Város       | Versenyhétvége dátuma         | Pályarajz   | Forrás |
| ------- | ------------------------------------------------------- | ----------------------- | ------------------------------ | ----------- | ----------------------------- | ----------- | ------ |
| 1       | Formula 1 Louis Vuitton Australian Grand Prix 2025      | Ausztrál nagydíj        | Albert Park Grand Prix Circuit | Melbourne   | március 14.–március 16.       | Melbourne   | [ 49 ] |
| 2       | Formula 1 Heineken Chinese Grand Prix 2025              | Kínai nagydíj           | Shanghai International Circuit | Sanghaj     | március 21.–március 23.       | Sanghaj     |        |
| 3       | Formula 1 Lenovo Japanese Grand Prix 2025               | Japán nagydíj           | Suzuka Circuit                 | Szuzuka     | április 4.–április 6.         | Szuzuka     | [ 50 ] |
| 4       | Formula 1 Gulf Air Bahrain Grand Prix 2025              | Bahreini nagydíj        | Bahrain International Circuit  | Szahír      | április 11.–április 13.       | Szahír      | [ 51 ] |
| 5       | Formula 1 STC Saudi Arabian Grand Prix 2025             | Szaúd-arábiai nagydíj   | Jeddah Street Circuit          | Dzsidda     | április 18.–április 20.       | Dzsidda     |        |
| 6       | Formula 1 Crypto.com Miami Grand Prix 2025              | Miami nagydíj           | Hard Rock Stadium Circuit      | Miami       | május 2.–május 4.             | Miami       | [ 52 ] |
| 7       | Formula 1 AWS Gran Premio Dell'Emilia Romagna 2025      | Emilia-romagnai nagydíj | Autodromo Enzo e Dino Ferrari  | Imola       | május 16.–május 18.           | Imola       |        |
| 8       | Formula 1 Tag Heuer Grand Prix De Monaco 2025           | Monacói nagydíj         | Circuit de Monaco              | Monaco      | május 23.–május 25.           | Monte-Carlo |        |
| 9       | Formula 1 Aramco Gran Premio De España 2025             | Spanyol nagydíj         | Circuit de Barcelona-Catalunya | Montmeló    | május 30.–június 1.           | Barcelona   | [ 53 ] |
| 10      | Formula 1 Pirelli Grand Prix Du Canada 2025             | Kanadai nagydíj         | Circuit Gilles Villeneuve      | Montréal    | június 13.–június 15.         | Montréal    | [ 54 ] |
| 11      | Formula 1 MSC Cruises Grosser Preis Von Österreich 2025 | Osztrák nagydíj         | Red Bull Ring                  | Spielberg   | június 27.–június 29.         | Spielberg   |        |
| 12      | Formula 1 Qatar Airways British Grand Prix 2025         | Brit nagydíj            | Silverstone Circuit            | Silverstone | július 4.–július 6.           | Silverstone | [ 55 ] |
| 13      | Formula 1 Moët & Chandon Belgian Grand Prix 2025        | Belga nagydíj           | Circuit de Spa-Francorchamps   | Stavelot    | július 25.–július 27.         |             | [ 56 ] |
| 14      | Formula 1 Lenovo Hungarian Grand Prix 2025              | Magyar nagydíj          | Hungaroring                    | Mogyoród    | augusztus 1.–augusztus 3.     | Mogyoród    | [ 57 ] |
| 15      | Formula 1 Heineken Dutch Grand Prix 2025                | Holland nagydíj         | Circuit Zandvoort              | Zandvoort   | augusztus 29.–augusztus 31.   |             | [ 58 ] |
| 16      | Formula 1 Pirelli Gran Premio D’italia 2025             | Olasz nagydíj           | Autodromo Nazionale Monza      | Monza       | szeptember 5.–szeptember 7.   | Monza       | [ 59 ] |
| 17      | Formula 1 Qatar Airways Azerbaijan Grand Prix 2025      | Azeri nagydíj           | Baku City Circuit              | Baku        | szeptember 19.–szeptember 21. | Baku        | [ 60 ] |
| 18      | Formula 1 Singapore Airlines Singapore Grand Prix 2025  | Szingapúri nagydíj      | Singapore Street Circuit       | Szingapúr   | október 3.–október 5.         | Szingapúr   | [ 61 ] |
| 19      | Formula 1 MSC Cruises United States Grand Prix 2025     | Amerikai nagydíj        | Circuit of the Americas        | Austin      | október 17.–október 19.       |             | [ 62 ] |
| 20      | Formula 1 Gran Premio De La Ciudad De México 2025       | Mexikóvárosi nagydíj    | Autódromo Hermanos Rodríguez   | Mexikóváros | október 24.–október 26.       | Mexikóváros |        |
| 21      | Formula 1 MSC Cruises Grande Prêmio De São Paulo 2025   | São Paulo-i nagydíj     | Autódromo José Carlos Pace     | São Paulo   | november 7.–november 9.       | Interlagos  | [ 63 ] |
| 22      | Formula 1 Heineken Las Vegas Grand Prix 2025            | Las Vegas-i nagydíj     | Las Vegas Strip Circuit        | Las Vegas   | november 20.–november 22.     | Las Vegas   | [ 64 ] |
| 23      | Formula 1 Qatar Airways Qatar Grand Prix 2025           | Katari nagydíj          | Losail International Circuit   | Loszaíl     | november 28.–november 30.     | Doha        | [ 65 ] |
| 24      | Formula 1 Etihad Airways Abu Dhabi Grand Prix 2025      | Abu-Dzabi nagydíj       | Yas Marina Circuit             | Abu-Dzabi   | december 5.–december 7.       | Abu-Dzabi   | [ 66 ] |
| Forrás: |                                                         |                         |                                |             |                               |             |        |

2019 óta ismét az Ausztrál nagydíj lesz a szezonnyitó verseny. Az Orosz nagydíj szerepelt volna a 2025-ös versenynaptárban, a szerződést azonban 2022-ben felbontották az Orosz–ukrán konfliktus miatt.

## Nagydíjak
| #  | Nagydíj                 | Sprintfutam győztese | Pole-pozíció    | Győztes pilóta | Győztes konstruktőr | Leggyorsabb kör       | A nap versenyzője     | Összefoglaló | Listavezető   | Előny |
| -- | ----------------------- | -------------------- | --------------- | -------------- | ------------------- | --------------------- | --------------------- | ------------ | ------------- | ----- |
| 1  | Ausztrál nagydíj        | Nem rendeznek        | Lando Norris    | Lando Norris   | McLaren             | Lando Norris          | Lando Norris          | Összefoglaló | Lando Norris  | 7     |
| 2  | Kínai nagydíj           | Lewis Hamilton       | Oscar Piastri   | Oscar Piastri  | McLaren             | Lando Norris          | Andrea Kimi Antonelli | Összefoglaló | Lando Norris  | 8     |
| 3  | Japán nagydíj           | Nem rendeznek        | Max Verstappen  | Max Verstappen | Red Bull            | Andrea Kimi Antonelli | Cunoda Júki           | Összefoglaló | Lando Norris  | 1     |
| 4  | Bahreini nagydíj        | Nem rendeznek        | Oscar Piastri   | Oscar Piastri  | McLaren             | Oscar Piastri         | Lewis Hamilton        | Összefoglaló | Lando Norris  | 3     |
| 5  | Szaúd-arábiai nagydíj   | Nem rendeznek        | Max Verstappen  | Oscar Piastri  | McLaren             | Lando Norris          | Max Verstappen        | Összefoglaló | Oscar Piastri | 10    |
| 6  | Miami nagydíj           | Lando Norris         | Max Verstappen  | Oscar Piastri  | McLaren             | Lando Norris          | Oscar Piastri         | Összefoglaló | Oscar Piastri | 16    |
| 7  | Emilia-romagnai nagydíj | Nem rendeznek        | Oscar Piastri   | Max Verstappen | Red Bull            | Max Verstappen        | Max Verstappen        | Összefoglaló | Oscar Piastri | 13    |
| 8  | Monacói nagydíj         | Nem rendeznek        | Lando Norris    | Lando Norris   | McLaren             | Lando Norris          | Charles Leclerc       | Összefoglaló | Oscar Piastri | 3     |
| 9  | Spanyol nagydíj         | Nem rendeznek        | Oscar Piastri   | Oscar Piastri  | McLaren             | Oscar Piastri         | Max Verstappen        | Összefoglaló | Oscar Piastri | 10    |
| 10 | Kanadai nagydíj         | Nem rendeznek        | George Russell  | George Russell | Mercedes            | George Russell        | Andrea Kimi Antonelli | Összefoglaló | Oscar Piastri | 22    |
| 11 | Osztrák nagydíj         | Nem rendeznek        | Lando Norris    | Lando Norris   | McLaren             | Oscar Piastri         | Gabriel Bortoleto     | Összefoglaló | Oscar Piastri | 15    |
| 12 | Brit nagydíj            | Nem rendeznek        | Max Verstappen  | Lando Norris   | McLaren             | Oscar Piastri         | Nico Hülkenberg       | Összefoglaló | Oscar Piastri | 8     |
| 13 | Belga nagydíj           | Max Verstappen       | Lando Norris    | Oscar Piastri  | McLaren             | Andrea Kimi Antonelli | Lewis Hamilton        | Összefoglaló | Oscar Piastri | 16    |
| 14 | Magyar nagydíj          | Nem rendeznek        | Charles Leclerc | Lando Norris   | McLaren             | George Russell        | Gabriel Bortoleto     | Összefoglaló | Oscar Piastri | 9     |
| 15 | Holland nagydíj         | Nem rendeznek        |                 |                |                     |                       |                       |              |               |       |
| 16 | Olasz nagydíj           | Nem rendeznek        |                 |                |                     |                       |                       |              |               |       |
| 17 | Azeri nagydíj           | Nem rendeznek        |                 |                |                     |                       |                       |              |               |       |
| 18 | Szingapúri nagydíj      | Nem rendeznek        |                 |                |                     |                       |                       |              |               |       |
| 19 | Amerikai nagydíj        |                      |                 |                |                     |                       |                       |              |               |       |
| 20 | Mexikóvárosi nagydíj    | Nem rendeznek        |                 |                |                     |                       |                       |              |               |       |
| 21 | São Paulo-i nagydíj     |                      |                 |                |                     |                       |                       |              |               |       |
| 22 | Las Vegas-i nagydíj     | Nem rendeznek        |                 |                |                     |                       |                       |              |               |       |
| 23 | Katari nagydíj          |                      |                 |                |                     |                       |                       |              |               |       |
| 24 | Abu-dzabi nagydíj       | Nem rendeznek        |                 |                |                     |                       |                       |              |               |       |

## Eredmények
Pontozás a Sprintfutamon:
| Helyezés | 1. helyezett, aranyérmes | 2. helyezett, ezüstérmes | 3. helyezett, bronzérmes | 4. | 5. | 6. | 7. | 8. | 9–20. |
| -------- | ------------------------ | ------------------------ | ------------------------ | -- | -- | -- | -- | -- | ----- |
| Pont     | 8                        | 7                        | 6                        | 5  | 4  | 3  | 2  | 1  | 0     |

Pontozás a Főfutamon:
| Helyezés | 1. helyezett, aranyérmes | 2. helyezett, ezüstérmes | 3. helyezett, bronzérmes | 4. | 5. | 6. | 7. | 8. | 9. | 10. | 11–20. |
| -------- | ------------------------ | ------------------------ | ------------------------ | -- | -- | -- | -- | -- | -- | --- | ------ |
| Pont     | 25                       | 18                       | 15                       | 12 | 10 | 8  | 6  | 4  | 2  | 1   | 0      |

(Félkövér: pole-pozíció, dőlt: leggyorsabb kör, a színkódokról részletes információ itt található)
Csapatszínkódok
- Red Bull
- Ferrari
- Mercedes
- Alpine
- McLaren
- Sauber
- Aston Martin
- Haas
- Racing Bulls
- Williams

### Versenyzők
| #                        | Versenyző             | Rajt- szám | AUS | CHN | JPN | BHR | SAU | MIA | EMI | MON | ESP | CAN | AUT | GBR | BEL | HUN | NED | ITA | AZE | SIN | USA | MEX | SAP | LVS | QAT | ABU | Pont |
| ------------------------ | --------------------- | ---------- | --- | --- | --- | --- | --- | --- | --- | --- | --- | --- | --- | --- | --- | --- | --- | --- | --- | --- | --- | --- | --- | --- | --- | --- | ---- |
| 1. helyezett, aranyérmes | Oscar Piastri         | 81         | 9   | 1   | 3   | 1   | 1   | 1   | 3   | 3   | 1   | 4   | 2   | 2   | 1   | 2   |     |     |     |     |     |     |     |     |     |     | 284  |
| 2. helyezett, ezüstérmes | Lando Norris          | 4          | 1   | 2   | 2   | 3   | 4   | 2   | 2   | 1   | 2   | 18† | 1   | 1   | 2   | 1   |     |     |     |     |     |     |     |     |     |     | 275  |
| 3. helyezett, bronzérmes | Max Verstappen        | 1          | 2   | 4   | 1   | 6   | 2   | 4   | 1   | 4   | 10  | 2   | ki  | 5   | 4   | 9   |     |     |     |     |     |     |     |     |     |     | 187  |
| 4.                       | George Russell        | 63         | 3   | 3   | 5   | 2   | 5   | 3   | 7   | 11  | 4   | 1   | 5   | 10  | 5   | 3   |     |     |     |     |     |     |     |     |     |     | 172  |
| 5.                       | Charles Leclerc       | 16         | 8   | kiz | 4   | 4   | 3   | 7   | 6   | 2   | 3   | 5   | 3   | 14  | 3   | 4   |     |     |     |     |     |     |     |     |     |     | 151  |
| 6.                       | Lewis Hamilton        | 44         | 10  | kiz | 7   | 5   | 7   | 8   | 4   | 5   | 6   | 6   | 4   | 4   | 7   | 12  |     |     |     |     |     |     |     |     |     |     | 109  |
| 7.                       | Andrea Kimi Antonelli | 12         | 4   | 6   | 6   | 11  | 6   | 6   | ki  | 18  | ki  | 3   | ki  | ki  | 16  | 10  |     |     |     |     |     |     |     |     |     |     | 64   |
| 8.                       | Alexander Albon       | 23         | 5   | 7   | 9   | 12  | 9   | 5   | 5   | 9   | ki  | ki  | ki  | 8   | 6   | 15  |     |     |     |     |     |     |     |     |     |     | 54   |
| 9.                       | Nico Hülkenberg       | 27         | 7   | 15  | 16  | kiz | 15  | 14  | 12  | 16  | 5   | 8   | 9   | 3   | 12  | 13  |     |     |     |     |     |     |     |     |     |     | 37   |
| 10.                      | Esteban Ocon          | 31         | 13  | 5   | 18  | 8   | 14  | 12  | ki  | 7   | 16  | 9   | 10  | 13  | 15  | 16  |     |     |     |     |     |     |     |     |     |     | 27   |
| 11.                      | Fernando Alonso       | 14         | ki  | ki  | 11  | 15  | 11  | 15  | 11  | ki  | 9   | 7   | 7   | 9   | 17  | 5   |     |     |     |     |     |     |     |     |     |     | 26   |
| 12.                      | Lance Stroll          | 18         | 6   | 9   | 20  | 17  | 16  | 16  | 15  | 15  | vi  | 17  | 14  | 7   | 14  | 7   |     |     |     |     |     |     |     |     |     |     | 26   |
| 13.                      | Isack Hadjar          | 6          | ni  | 11  | 8   | 13  | 10  | 11  | 9   | 6   | 7   | 16  | 12  | ki  | 20  | 11  |     |     |     |     |     |     |     |     |     |     | 22   |
| 14.                      | Pierre Gasly          | 10         | 11  | kiz | 13  | 7   | ki  | 13  | 13  | ki  | 8   | 15  | 13  | 6   | 10  | 19  |     |     |     |     |     |     |     |     |     |     | 20   |
| 15.                      | Liam Lawson           | 30         | ki  | 12  | 17  | 16  | 12  | ki  | 14  | 8   | 11  | ki  | 6   | ki  | 8   | 8   |     |     |     |     |     |     |     |     |     |     | 20   |
| 16.                      | Carlos Sainz Jr.      | 55         | ki  | 10  | 14  | ki  | 8   | 9   | 8   | 10  | 14  | 10  | ni  | 12  | 18  | 14  |     |     |     |     |     |     |     |     |     |     | 16   |
| 17.                      | Gabriel Bortoleto     | 5          | ki  | 14  | 19  | 18  | 18  | ki  | 18  | 14  | 12  | 14  | 8   | ki  | 9   | 6   |     |     |     |     |     |     |     |     |     |     | 14   |
| 18.                      | Cunoda Júki           | 22         | 12  | 16  | 12  | 9   | ki  | 10  | 10  | 17  | 13  | 12  | 16  | 15  | 13  | 17  |     |     |     |     |     |     |     |     |     |     | 10   |
| 19.                      | Oliver Bearman        | 87         | 14  | 8   | 10  | 10  | 13  | ki  | 17  | 12  | 17  | 11  | 11  | 11  | 11  | ki  |     |     |     |     |     |     |     |     |     |     | 8    |
| 20.                      | Franco Colapinto      | 43         |     |     |     |     |     |     | 16  | 13  | 15  | 13  | 15  | ni  | 19  | 18  |     |     |     |     |     |     |     |     |     |     | 0    |
| 21.                      | Jack Doohan           | 7          | ki  | 13  | 15  | 14  | 17  | ki  |     |     |     |     |     |     |     |     |     |     |     |     |     |     |     |     |     |     | 0    |

### Konstruktőrök
| #                        | Csapat                  | Rajt- szám | AUS | CHN | JPN | BHR | SAU | MIA | EMI | MON | ESP | CAN | AUT | GBR | BEL | HUN | NED | ITA | AZE | SIN | USA | MXC | SAP | LVS | QAT | ABU | Pont |
| ------------------------ | ----------------------- | ---------- | --- | --- | --- | --- | --- | --- | --- | --- | --- | --- | --- | --- | --- | --- | --- | --- | --- | --- | --- | --- | --- | --- | --- | --- | ---- |
| 1. helyezett, aranyérmes | McLaren-Mercedes        | 4          | 1   | 2   | 2   | 3   | 4   | 2   | 2   | 1   | 2   | 18† | 1   | 1   | 2   | 1   |     |     |     |     |     |     |     |     |     |     | 559  |
| 1. helyezett, aranyérmes | McLaren-Mercedes        | 81         | 9   | 1   | 3   | 1   | 1   | 1   | 3   | 3   | 1   | 4   | 2   | 2   | 1   | 2   |     |     |     |     |     |     |     |     |     |     | 559  |
| 2. helyezett, ezüstérmes | Ferrari                 | 16         | 8   | kiz | 4   | 4   | 3   | 7   | 6   | 2   | 3   | 5   | 3   | 14  | 3   | 4   |     |     |     |     |     |     |     |     |     |     | 260  |
| 2. helyezett, ezüstérmes | Ferrari                 | 44         | 10  | kiz | 7   | 5   | 7   | 8   | 4   | 5   | 6   | 6   | 4   | 4   | 7   | 12  |     |     |     |     |     |     |     |     |     |     | 260  |
| 3. helyezett, bronzérmes | Mercedes                | 12         | 4   | 6   | 6   | 11  | 6   | 6   | ki  | 18  | ki  | 3   | ki  | ki  | 16  | 10  |     |     |     |     |     |     |     |     |     |     | 236  |
| 3. helyezett, bronzérmes | Mercedes                | 63         | 3   | 3   | 5   | 2   | 5   | 3   | 7   | 11  | 4   | 1   | 5   | 10  | 5   | 3   |     |     |     |     |     |     |     |     |     |     | 236  |
| 4.                       | Red Bull-Honda RBPT     | 1          | 2   | 4   | 1   | 6   | 2   | 4   | 1   | 4   | 10  | 2   | ki  | 5   | 4   | 9   |     |     |     |     |     |     |     |     |     |     | 194  |
| 4.                       | Red Bull-Honda RBPT     | 30         | ki  | 12  |     |     |     |     |     |     |     |     |     |     |     |     |     |     |     |     |     |     |     |     |     |     | 194  |
| 4.                       | Red Bull-Honda RBPT     | 22         |     |     | 12  | 9   | ki  | 10  | 10  | 17  | 13  | 12  | 16  | 15  | 13  | 17  |     |     |     |     |     |     |     |     |     |     | 194  |
| 5.                       | Williams-Mercedes       | 55         | ki  | 10  | 14  | ki  | 8   | 9   | 8   | 10  | 14  | 10  | ni  | 12  | 18  | 14  |     |     |     |     |     |     |     |     |     |     | 70   |
| 5.                       | Williams-Mercedes       | 23         | 5   | 7   | 9   | 12  | 9   | 5   | 5   | 9   | ki  | ki  | ki  | 8   | 6   | 15  |     |     |     |     |     |     |     |     |     |     | 70   |
| 6.                       | Aston Martin-Mercedes   | 14         | ki  | ki  | 11  | 15  | 11  | 15  | 11  | ki  | 9   | 7   | 7   | 9   | 17  | 5   |     |     |     |     |     |     |     |     |     |     | 52   |
| 6.                       | Aston Martin-Mercedes   | 18         | 6   | 9   | 20  | 17  | 16  | 16  | 15  | 15  | vi  | 17  | 14  | 7   | 14  | 7   |     |     |     |     |     |     |     |     |     |     | 52   |
| 7.                       | Sauber-Ferrari          | 27         | 7   | 15  | 16  | kiz | 15  | 14  | 12  | 16  | 5   | 8   | 9   | 3   | 12  | 13  |     |     |     |     |     |     |     |     |     |     | 51   |
| 7.                       | Sauber-Ferrari          | 5          | ki  | 14  | 19  | 18  | 18  | ki  | 18  | 14  | 12  | 14  | 8   | ki  | 9   | 6   |     |     |     |     |     |     |     |     |     |     | 51   |
| 8.                       | Racing Bulls-Honda RBPT | 6          | ni  | 11  | 8   | 13  | 10  | 11  | 9   | 6   | 7   | 16  | 12  | ki  | 20  | 11  |     |     |     |     |     |     |     |     |     |     | 45   |
| 8.                       | Racing Bulls-Honda RBPT | 22         | 12  | 16  |     |     |     |     |     |     |     |     |     |     |     |     |     |     |     |     |     |     |     |     |     |     | 45   |
| 8.                       | Racing Bulls-Honda RBPT | 30         |     |     | 17  | 16  | 12  | ki  | 14  | 8   | 11  | ki  | 6   | ki  | 8   | 8   |     |     |     |     |     |     |     |     |     |     | 45   |
| 9.                       | Haas-Ferrari            | 31         | 13  | 5   | 18  | 8   | 14  | 12  | ki  | 7   | 16  | 9   | 10  | 13  | 15  | 16  |     |     |     |     |     |     |     |     |     |     | 35   |
| 9.                       | Haas-Ferrari            | 87         | 14  | 8   | 10  | 10  | 13  | ki  | 17  | 12  | 17  | 11  | 11  | 11  | 11  | ki  |     |     |     |     |     |     |     |     |     |     | 35   |
| 10.                      | Alpine-Renault          | 10         | 11  | kiz | 13  | 7   | ki  | 13  | 13  | ki  | 8   | 15  | 13  | 6   | 10  | 19  |     |     |     |     |     |     |     |     |     |     | 20   |
| 10.                      | Alpine-Renault          | 7          | ki  | 13  | 15  | 14  | 17  | ki  |     |     |     |     |     |     |     |     |     |     |     |     |     |     |     |     |     |     | 20   |
| 10.                      | Alpine-Renault          | 43         |     |     |     |     |     |     | 16  | 13  | 15  | 13  | 15  | ni  | 19  | 18  |     |     |     |     |     |     |     |     |     |     | 20   |

### Időmérő edzések/Sprintversenyek
Színmagyarázat:
| Helyezés | Pole-pozíció | A Q3-ba jutott | Kiesett a Q2-ben | Kiesett a Q1-ben | Nem kvalifikált | Nem vett részt | Visszalépett | Kizárták | Eltiltották |
| -------- | ------------ | -------------- | ---------------- | ---------------- | --------------- | -------------- | ------------ | -------- | ----------- |
| Színkód  | 1.           | 2–10.          | 11–15.           | 16–20.           | nk              | ni             | vi           | kiz      | et          |

| #   | Versenyző             | Rajt- szám | AUS | CHN    | CHN | JPN | BHR | SAU | MIA    | MIA | EMI | MON | ESP | CAN | AUT | GBR | BEL    | BEL | HUN | NED | ITA | AZE | SIN | USA    | USA | MXC | SAP    | SAP | LVS | QAT    | QAT | ABU |
| #   | Versenyző             | Rajt- szám | Q   | Sprint | Q   | Q   | Q   | Q   | Sprint | Q   | Q   | Q   | Q   | Q   | Q   | Q   | Sprint | Q   | Q   | Q   | Q   | Q   | Q   | Sprint | Q   | Q   | Sprint | Q   | Q   | Sprint | Q   | Q   |
| --- | --------------------- | ---------- | --- | ------ | --- | --- | --- | --- | ------ | --- | --- | --- | --- | --- | --- | --- | ------ | --- | --- | --- | --- | --- | --- | ------ | --- | --- | ------ | --- | --- | ------ | --- | --- |
| 1.  | Max Verstappen        | 1          | 3   | 3      | 4   | 1   | 7   | 1   | 17     | 1   | 2   | 5   | 3   | 2   | 7   | 1   | 1      | 4   | 8   |     |     |     |     |        |     |     |        |     |     |        |     |     |
| 2.  | Cunoda Júki           | 22         | 5   | 6      | 9   | 15  | 10  | 8   | 6      | 10  | nk  | 12  | 20  | 11† | 18  | 12  | 11     | 7   | 16† |     |     |     |     |        |     |     |        |     |     |        |     |     |
| 3.  | Lando Norris          | 4          | 1   | 8      | 3   | 2   | 6   | 10  | 1      | 2   | 4   | 1   | 2   | 7   | 1   | 3   | 3      | 1   | 3   |     |     |     |     |        |     |     |        |     |     |        |     |     |
| 4.  | Oscar Piastri         | 81         | 2   | 2      | 1   | 3   | 1   | 2   | 2      | 4   | 1   | 3   | 1   | 3   | 3   | 2   | 2      | 2   | 2   |     |     |     |     |        |     |     |        |     |     |        |     |     |
| 5.  | Lewis Hamilton        | 44         | 8   | 1      | 5   | 8   | 9   | 7   | 3      | 12  | 12  | 4†  | 5   | 5   | 4   | 5   | 15     | 16† | 12  |     |     |     |     |        |     |     |        |     |     |        |     |     |
| 6.  | Charles Leclerc       | 16         | 7   | 5      | 6   | 4   | 3   | 4   | ni     | 8   | 11  | 2   | 7   | 8   | 2   | 6   | 4      | 3   | 1   |     |     |     |     |        |     |     |        |     |     |        |     |     |
| 7.  | George Russell        | 63         | 4   | 4      | 2   | 5   | 2†  | 3   | 4      | 5   | 3   | 14  | 4   | 1   | 5   | 4   | 12     | 6   | 4   |     |     |     |     |        |     |     |        |     |     |        |     |     |
| 8.  | Andrea Kimi Antonelli | 12         | 16  | 7      | 8   | 6   | 4†  | 5   | 7      | 3   | 13  | 15  | 6   | 4   | 9   | 7†  | 17     | 18† | 15  |     |     |     |     |        |     |     |        |     |     |        |     |     |
| 9.  | Fernando Alonso       | 14         | 12  | 10     | 13  | 13  | 13  | 13  | 18     | 17  | 5   | 7   | 10  | 6   | 11  | 9   | 14     | 19† | 5   |     |     |     |     |        |     |     |        |     |     |        |     |     |
| 10. | Lance Stroll          | 18         | 13  | 9      | 14  | 20  | 19  | 16  | 5      | 19  | 8   | 19† | 14  | 18  | 16  | 18  | 13     | 20  | 6   |     |     |     |     |        |     |     |        |     |     |        |     |     |
| 11. | Pierre Gasly          | 10         | 9   | 12     | 16  | 11  | 5   | 9   | 8      | 18† | 10  | 18  | 8   | 20  | 10  | 10  | 20     | 13  | 17  |     |     |     |     |        |     |     |        |     |     |        |     |     |
| 12. | Jack Doohan           | 7          | 14  | 20     | 18  | 19  | 11  | 17  | 16     | 14  |     |     |     |     |     |     |        |     |     |     |     |     |     |        |     |     |        |     |     |        |     |     |
| 13. | Esteban Ocon          | 31         | 19  | 16     | 11  | 18  | 14  | 19  | 12     | 9   | 18  | 8   | 17  | 15  | 17  | 15  | 5      | 11  | 18  |     |     |     |     |        |     |     |        |     |     |        |     |     |
| 14. | Oliver Bearman        | 87         | ni  | 15     | 17  | 10  | 20  | 15  | 14     | 20  | 19  | 17† | 15  | 14  | 15  | 8†  | 7      | 12  | 11  |     |     |     |     |        |     |     |        |     |     |        |     |     |
| 15. | Isack Hadjar          | 6          | 11  | 13     | 7   | 7   | 12  | 14  | 10     | 11  | 9   | 6   | 9   | 9†  | 13  | 13  | 8      | 8   | 10  |     |     |     |     |        |     |     |        |     |     |        |     |     |
| 16. | Liam Lawson           | 30         | 18† | 14     | 20† | 14  | 17  | 12  | 13     | 15  | 16  | 9   | 13  | 19  | 6   | 16  | 10     | 9   | 9   |     |     |     |     |        |     |     |        |     |     |        |     |     |
| 17. | Alexander Albon       | 23         | 6   | 11     | 10  | 9   | 15  | 11  | 11     | 7   | 7   | 10  | 11  | 10  | 12  | 14  | 16     | 5   | 20  |     |     |     |     |        |     |     |        |     |     |        |     |     |
| 18. | Carlos Sainz Jr.      | 55         | 10  | 17     | 15  | 12  | 8   | 6   | 19     | 6   | 6   | 11  | 18  | 17  | 19  | 11  | 6      | 15† | 13  |     |     |     |     |        |     |     |        |     |     |        |     |     |
| 19. | Nico Hülkenberg       | 27         | 17  | 19     | 12  | 16  | 16  | 18  | 9      | 16  | 17  | 13  | 16  | 13  | 20  | 19  | 18     | 14  | 19  |     |     |     |     |        |     |     |        |     |     |        |     |     |
| 20. | Gabriel Bortoleto     | 5          | 15  | 18     | 19  | 17  | 18  | 20  | 15     | 13  | 14  | 16  | 12  | 16  | 8   | 17  | 9      | 10  | 7   |     |     |     |     |        |     |     |        |     |     |        |     |     |
| 21. | Franco Colapinto      | 43         |     |        |     |     |     |     |        |     | 15† | 20  | 19  | 12  | 14  | 20  | 19     | 17  | 14  |     |     |     |     |        |     |     |        |     |     |        |     |     |

### Csapattársak egymás elleni eredményei
| Időmérő edzések | Időmérő edzések       | Időmérő edzések | Időmérő edzések   | Időmérő edzések | Csapat                | Versenyek | Versenyek             | Versenyek | Versenyek        | Versenyek |
| Rajtszám        | Pilóta                | Állás           | Pilóta            | Rajtszám        | Csapat                | Rajtszám  | Pilóta                | Állás     | Pilóta           | Rajtszám  |
| --------------- | --------------------- | --------------- | ----------------- | --------------- | --------------------- | --------- | --------------------- | --------- | ---------------- | --------- |
| 1               | Max Verstappen        | 2–0             | Liam Lawson       | 30              | Red Bull              | 1         | Max Verstappen        | 1–0       | Liam Lawson      | 30        |
| 1               | Max Verstappen        | 11–0            | Cunoda Júki       | 22              | Red Bull              | 1         | Max Verstappen        | 10–0      | Cunoda Júki      | 22        |
| 16              | Charles Leclerc       | 10–4            | Lewis Hamilton    | 44              | Ferrari               | 16        | Charles Leclerc       | 11–2      | Lewis Hamilton   | 44        |
| 12              | Andrea Kimi Antonelli | 1–13            | George Russell    | 63              | Mercedes              | 12        | Andrea Kimi Antonelli | 0–10      | George Russell   | 63        |
| 10              | Pierre Gasly          | 5–1             | Jack Doohan       | 7               | Alpine-Renault        | 10        | Pierre Gasly          | 2–0       | Jack Doohan      | 7         |
| 10              | Pierre Gasly          | 6–2             | Franco Colapinto  | 43              | Alpine-Renault        | 10        | Pierre Gasly          | 4–2       | Franco Colapinto | 43        |
| 81              | Oscar Piastri         | 7–6             | Lando Norris      | 4               | McLaren-Mercedes      | 81        | Oscar Piastri         | 6–7       | Lando Norris     | 4         |
| 27              | Nico Hülkenberg       | 6–8             | Gabriel Bortoleto | 5               | Sauber-Ferrari        | 5         | Gabriel Bortoleto     | 5–5       | Nico Hülkenberg  | 27        |
| 14              | Fernando Alonso       | 14–0            | Lance Stroll      | 18              | Aston Martin-Mercedes | 14        | Fernando Alonso       | 8–2       | Lance Stroll     | 18        |
| 31              | Esteban Ocon          | 6–7             | Oliver Bearman    | 87              | Haas-Ferrari          | 31        | Esteban Ocon          | 7–4       | Oliver Bearman   | 87        |
| 6               | Isack Hadjar          | 1–1             | Cunoda Júki       | 22              | Racing Bulls-Honda    | 6         | Isack Hadjar          | 1–0       | Cunoda Júki      | 22        |
| 6               | Isack Hadjar          | 9–3             | Liam Lawson       | 30              | Racing Bulls-Honda    | 6         | Isack Hadjar          | 6–3       | Liam Lawson      | 30        |
| 55              | Carlos Sainz Jr.      | 6–8             | Alexander Albon   | 23              | Williams-Mercedes     | 55        | Carlos Sainz Jr.      | 2–7       | Alexander Albon  | 23        |

Megjegyzés: Az időmérő edzéseken és a sprintfutamokon ha egy csapatból egyik pilóta sem tudta kvalifikálni magát a futamra, versenyeken pedig ha a csapat egyik vagy mindkét pilótája kiesett vagy helyezetlenül ért célba (továbbá ha a korábbi csapattárs helyett más pilóta volt a versenyző csapattársa a futamon), a verseny nem számít bele az egymás elleni állásba. Emiatt előfordul, hogy egyes csapatoknál a szezon végén nem jön ki mind a 24 verseny.